# Dolores Medio
María Dolores Medio Estrada (Oviedo, 16 de diciembre de 1911-Oviedo, 16 de diciembre de 1996) fue una escritora española, ganadora del Premio Nadal en 1952 por su obra Nosotros, los Rivero, insertándose en el fenómeno literario femenino de "la chica rara". Son mayoría los que la incluyen en la generación del 36.

## Biografía
Estudió Magisterio, ejerciendo como maestra en el concejo asturiano de Nava, hasta que en 1945 ganó el Premio Concha Espina en un concurso organizado por el semanario nacional Domingo con Nina, que no se publicó hasta 1988, y  se trasladó a Madrid donde colaboró con la revista bajo el seudónimo de Amaranta. Se matriculó en la Escuela de Periodismo. Empezó a ejercer sin dejar del todo la enseñanza hasta que en 1952 obtuvo el Premio Nadal con Nosotros, los Rivero. El éxito obtenido le permitió dejar la escuela y dedicarse por entero a la literatura. Conectó con la que ella denominaría "la verdadera bohemia madrileña" convirtiéndose en una autora de éxito.
En 1963 comenzó su trilogía Los que vamos a pie con Bibiana, en donde se relatan los hechos (autobiográficos, como gran parte de su obra) relativos a la manifestación en apoyo a los mineros que se organizó en Madrid el 15 de mayo de 1962 en solidaridad con las mujeres de los mineros que habían sido detendidas, torturadas y rapadas.Esta experiencia la llevó a la Cárcel de mujeres de Ventas, vivencia que cuenta en Celda común.En 1963 obtuvo el Premio Sésamo con su relato Andrés.
La otra circunstancia continúa la trilogía en 1972. En 1982 publicó El urogallo, cuento escrito entre 1936 y 1939 que no se publicó antes por problemas con la censura. 
Otras novelas de Dolores Medio son Funcionario público 1956, El pez sigue flotando 1959, Diario de una maestra 1961, Farsa de verano 1974 y El fabuloso imperio de Juan sin Tierra 1981.
Es una de las máximas representantes de la literatura social en España, así como de la estética social realista, siendo muy aclamada durante la década de los cincuenta, hasta bien entrados los 60, momento en el que la literatura social perdió protagonismo.
En 1981 creó la Fundación Dolores Medio, a la que donaría todo su patrimonio. Desde su origen creó el Gran Premio de las Letras Asturianas, dirigido a reconocer una trayectoria literaria y el Premio «Asturias» de Novela. En 1988 regresó a su ciudad natal, Oviedo, que la había nombrado "Hija predilecta" y se le concedió la medalla de Plata de Asturias. En 1992 un grupo importante de Asociaciones de Mujeres de Asturias le ofreció un homenaje en Gijón, donde la Concejalía de las Mujeres había celebrado unas jornadas y exposición sobre su vida y obra, en las que participó activa e ilusionadamente. Falleció el 16 de diciembre de 1996 en Oviedo.
En el año 2003 el Ayuntamiento de Oviedo decidió colocar una escultura en su memoria, llamada Dolores Medio, en la plaza que lleva su nombre, plaza de Dolores Medio, en el barrio de La Argañosa, obra del escultor Morrás.También tiene calles dedicadas en Gijón, Avilés y Málaga.

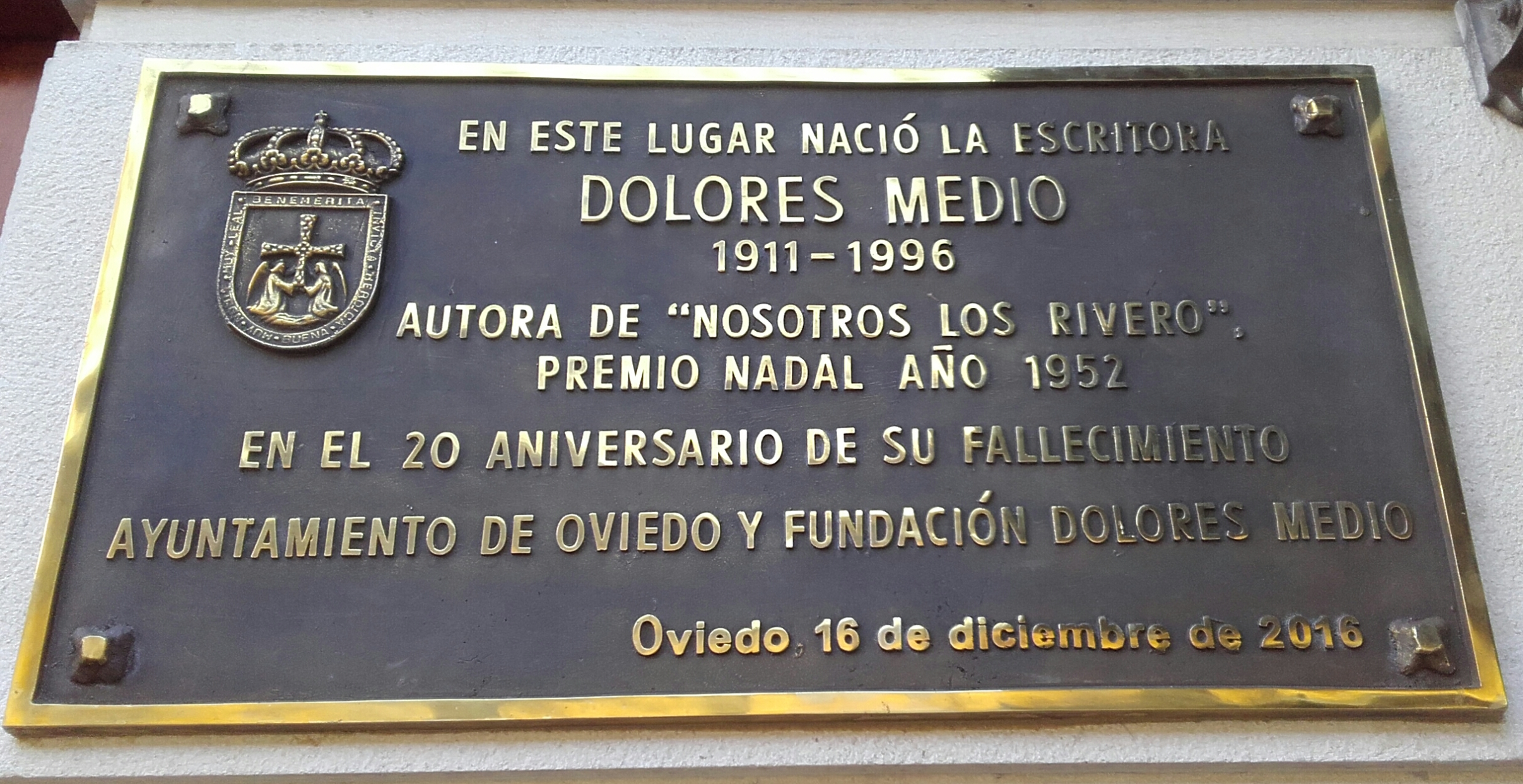
Placa conmemorativa indicando su lugar de nacimiento

El 16 de diciembre de 2016, cuando se cumplen veinte años de su muerte, el Ayuntamiento de Oviedo homenajeó a su escritora colocando una placa en la casa donde nació, en la calle Ramón y Cajal, siendo glosada su figura por Carmen Ruiz Tilve, cronista de la ciudad y quien había escrito sobre Dolores Medio varias obras.
El 4 de diciembre de 2017 Ángeles Caso presentó una nueva edición de Nosotros, los Rivero en la editorial Libros de la Letra Azul.  Esta edición rescató el texto original del Archivo General de la Administración de Alcalá de Henares, donde se conserva la documentación de la censura durante la dictadura franquista. Incluye un prólogo escrito por Ángeles Caso en el que se narra la historia de la obra y los documentos descubiertos en el Archivo General de la Administración como las cartas del censor rechazando la novela y de la autora defendiendo su publicación y prestándose a quitar lo que los censores consideren. Esta edición ha sido ilustrada por la artista Rebeca Menéndez.
En febrero de 2023 se publicó una nueva edición de El pez sigue flotando en amarillo editora. La novela, una crítica de la dictadura en los años cincuenta, solo había sido publicada en 1959 y llevaba años descatalogada.

## Obras
De producción abundante y variada, unos 25 volúmenes, pese a sus obras inéditas como las novelas infantiles (Modelo de madres y Entre abrazos) o de adolescencia (Mi compañera) o las no publicadas debido a la censura como Celda Común.
- Nina (1946)
- El milagro de la noche de Reyes (1948)
- Nosotros, los Rivero (1953)
- Compás de espera (1954)
- Mañana (1954)
- Funcionario público (1956)
- El pez sigue flotando (1959)
- Diario de una maestra (1961)
- Bibiana (1963)
- El señor García (1966)
- Biografía de Isabel II de España (1966)
- Andrés (1967)
- Guía de Asturias (1968)
- Las aventuras de Juan Sin Tierra
- Selma Lagerlöf (1971)
- La otra circunstancia (1972)
- Farsa de verano (1973)
- El bachancho (1974)
- El fabuloso imperio de Juan sin Tierra (1977)
- Atrapados en la ratonera: Memorias de una novelista (1980)
- El urogallo (1982)
- La última Xana: narraciones asturianas (1986)
- Oviedo en mi recuerdo (1990)
- En el viejo desván (Memorias) (1991)
- ¿Podrá la ciencia resucitar al hombre? (1991)
- Celda común (1996)
- Moriré sola (1998)
- Cuentos clásicos (2000)